# Макдоналд (Канзас)
Макдоналд (енгл. McDonald) град је у америчкој савезној држави Канзас.

## Демографија
По попису из 2010. године број становника је 160, што је 1 (0,6%) становника више него 2000. године.
| Група             | 2000.       | 2010.       |
| Белци             | 158 (99,4%) | 140 (87,5%) |
| Афроамериканци    | 0 (0,0%)    | 0 (0,0%)    |
| Азијати           | 0 (0,0%)    | 0 (0,0%)    |
| Хиспаноамериканци | 0 (0,0%)    | 18 (11,3%)  |
| Укупно            | 159         | 160         |